# Episodi di Sanford and Son (terza stagione)
La terza stagione della sit-com Sanford and Son è stata trasmessa negli Stati Uniti dal 14 settembre 1973. In Italia questa stagione è trasmessa in prima visione su Italia 1.
| nº | Titolo originale                                | Titolo italiano | Prima TV USA      | Prima TV Italia |
| -- | ----------------------------------------------- | --------------- | ----------------- | --------------- |
| 1  | Lamont as Othello                               |                 | 14 settembre 1973 |                 |
| 2  | Libra Rising All Over Lamont                    |                 | 21 settembre 1973 |                 |
| 3  | Fred, the Reluctant Fingerman                   |                 | 28 settembre 1973 |                 |
| 4  | Presenting the Three Degrees                    |                 | 5 ottobre 1973    |                 |
| 5  | This Little TV Went to Market                   |                 | 12 ottobre 1973   |                 |
| 6  | Lamont, Is That You?                            |                 | 19 ottobre 1973   |                 |
| 7  | Fuentes, Fuentes, Sanford & Chico               |                 | 26 ottobre 1973   |                 |
| 8  | Superflyer                                      |                 | 2 novembre 1973   |                 |
| 9  | The Engagment/The Member of the Wedding         |                 | 9 novembre 1973   |                 |
| 10 | The Blind Mellow Jelly Collection               |                 | 16 novembre 1973  |                 |
| 11 | A House Is Not a Pool Room                      |                 | 23 novembre 1973  |                 |
| 12 | Grady, the Star Boarder                         |                 | 30 novembre 1973  |                 |
| 13 | Wine, Women and Aunt Esther                     |                 | 14 dicembre 1973  |                 |
| 14 | Mama's Baby, Papa's Maybe                       |                 | 4 gennaio 1974    |                 |
| 15 | Fred Sanford, Legal Eagle                       |                 | 11 gennaio 1974   |                 |
| 16 | This Land Is Whose Land?                        |                 | 18 gennaio 1974   |                 |
| 17 | Fred's Cheating Heart                           |                 | 1º febbraio 1974  |                 |
| 18 | The Party Crasher                               |                 | 8 febbraio 1974   |                 |
| 19 | Lamont Goes Karate                              |                 | 15 febbraio 1974  |                 |
| 20 | Will the Real Fred Sanford Please Do Something? |                 | 22 febbraio 1974  |                 |
| 21 | Tyranny, Thy Name Is Grady                      |                 | 1º marzo 1974     |                 |
| 22 | Aunt Esther and Uncle Woodrow Pfftt...          |                 | 8 marzo 1974      |                 |
| 23 | The Way to Lamont's Heart                       |                 | 15 marzo 1974     |                 |
| 24 | Hello Cousin Emma... Goodbye Cousin Emma        |                 | 29 marzo 1974     |                 |